# Raffaello Borghini
Raffaello Borghini (Firenze, 1537 – 1588) è stato un commediografo e poeta italiano, critico d'arte.
Scrisse le Commedie ,  che espongono casi tragici e romanzeschi:    L'amante furioso ( 1583 ); La donna costante  ;  Diana pietosa, favola pastorale, ( 1586 ) e  Il Riposo, opera composta da dialoghi riguardanti le arti, avvenuti nella villa Il Riposo di Bernardo Vecchietti, dalla quale prende il nome l'opera.

## Il Riposo
L'opera tratta la questione della differenza tra la scultura e la pittura e gli interlocutori danno per esse consigli e avvertimenti, parlando degli artisti e delle opere migliori. Lo stile è semplice. Fanno parte de  Il Riposo  la  Descrizione di tre pitture di Battista Naldino  e  Vita di Filippo Brunelleschi,  del quale il Borghini dice: ....”fu questo uomo di bellissimo ingegno, e maraviglioso orefice, eccellente scultore, buon matematico e rarissimo architettore”....